# 290 Bruna
Bruna /ˈbruːnə/ (định danh hành tinh vi hình: 290 Bruna) là một tiểu hành tinh có kích thước nhỏ ở vành đai chính. Ngày 20 tháng 3 năm 1890, nhà thiên văn học người Áo Johann Palisa phát hiện tiểu hành tinh Bruna khi ông thực hiện quan sát tại Đài thiên văn Vienna và đặt tên nó theo tên thành phố Brno của Cộng hòa Séc ngày nay.